# آنالیز چندمتغیره کوواریانس
مانکوا، آنالیز چندمتغیرهٔ کوواریانس‌ها (به انگلیسی: Multivariable Analyze of Covariance (MANCOVA)) یا مانکوا، روش بسط داده‌شدهٔ آنکوا (آنالیز کوواریانس) است و در مواردی کاربرد دارد که بیش از یک متغیر مستقل وجود داشته باشد و همچنین در مواردی که متغیرهای وابسته به آسانی نتوانند ترکیب شوند به کار می‌رود مانکوا همان مانواست با این تفاوت که به شما امکان می‌دهد اثرات اضافی و پیوستهٔ متغیرهای مستقل را کنترل کنید.
اگر چندین کوواریانس وجود داشته باشد مانکوا (MANCOVA) به جای مانوا (آنالیز واریانس چند متغیره) به کار برده می‌شود.

## مفروضه‌ها
1. مقیاس اندازهگیری باید نسبی یا فاصله‌ای باشد (عدد در معنای ریاضی).
2. توزیع متغیرها نرمال باشد (در صورت چولگی شدید یا خطایی بیش از ۲ استفاده نمی‌شود)؛ اگر تست کولموگروف-اسمیرنوف معنادار نشد، توزیع نرمال است.
3. همگنی واریانس‌ها وجود داشته باشد.
4. مشاهدات مستقل باشند.